# Răscoala de la Tighina
Răscoala de la Tighina (sau Răscoala de la Bender – așa cum este cunoscută în istoriografia rusă) a reprezentat o incursiune militară bolșevică asupra Tighinei, executată în zilele de 27 și 28 mai 1919 de către soldați aparținând Brigăzii a 3-a a Diviziei a V-a din Armata a 3-a Ucraineană. Raidul a fost sprijinit de combatanți locali, infiltrați anterior, pregătiți din timp prin intermediul organizațiilor comuniste și a agenților Rusiei bolșevice. De asemenea, acțiunea trupelor atacatoare a fost facilitată de către organizarea inconsistentă pe plan local a apărării de către trupele corpului expediționar francez, retras în spatele Nistrului după eșecul intervenției franceze în sudul Rusiei.
Acțiunea s-a înscris în cadrul mai larg al unui plan operațional sovietic, de recuperare prin mijloace militare a Basarabiei. Fiind slab, izolat, prost pregătit și prost condus, atacul de la Tighina a eșuat ca urmare a intervenției prompte a Armatei Române, în cooperare cu trupele franceze. Nici un obiectiv militar semnificativ nu a fost atins de către atacatori, dar, la fel precum incursiunile de la Hotin și de la Tatar Bunar, a avut efecte psihologice devastatoare asupra populației civile, care în orașul Tighina era majoritar vorbitoare de limbă rusă.
Propaganda sovietică a etichetat acest eveniment drept „răscoală”, la fel ca și pe evenimentele din ianuarie 1919 de la Hotin și din septembrie 1924 de la Tatarbunar. În prezent în Republica Moldovenească Nistreană, perspectiva asupra acestor evenimente din mai 1919 este cea a unei revolte armate a localnicilor, împotriva agresorilor români.

## Context

### Situația militară

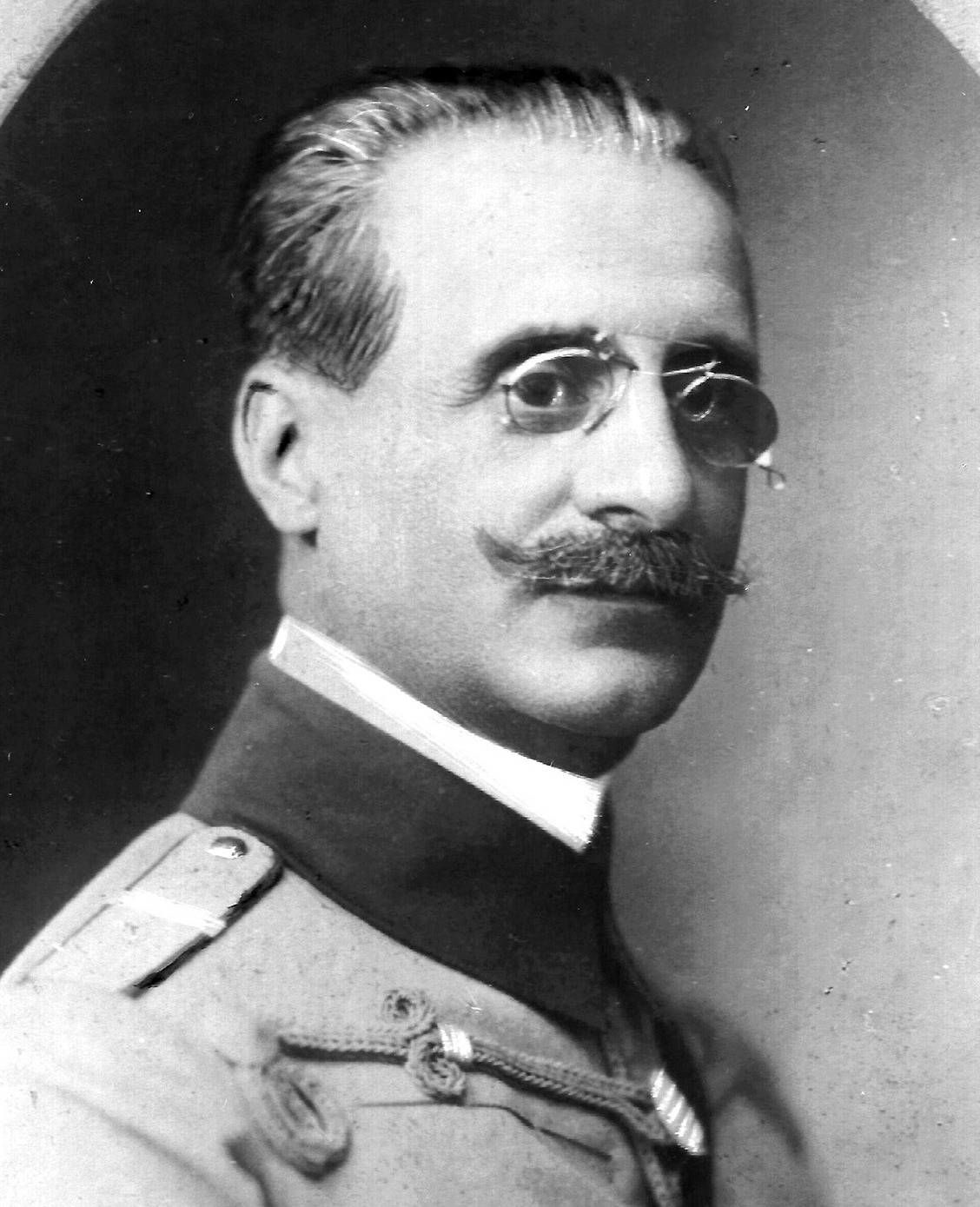
„Ocuparea [...] celui de-al doilea punct Tighina ar avea un rezultat [...] însemnat, ocuparea Chișinăului și înaintarea spre Iași și Galați” – General Mihail Schina

Tighina (Benderul) reprezenta un punct strategic militar important, deoarece de aici porneau căi de acces – ferate și rutiere - spre Chișinău și Iași, precum și spre sudul Basarabiei.
În perioada 1918-1919 în care s-a realizat dispozitivul de pază al frontierelor României Mari, s-a înființat aici un nou punct român de control al trecerii frontierei. În oraș a fost dispus un batalion din Regimentul 2 Grăniceri al Brigăzii 1 Grăniceri, fiecare pluton al acestuia fiind dislocat pe frontieră pentru a răspunde de un pichet (distanța dintre pichete era de 4–5 km).
În contextul evoluției defavorabile pentru trupele aliate a situației militare de la est de Nistru, ca urmare a ordinului Marelui Cartier General, comandamentul Corpului 5 Armată a trecut în 28 februarie/13 martie 1919 la măsuri de fortificare a liniei Nistrului, prin organizarea de poziții de rezistență pentru apărarea centrelor către care convergeau liniile mari de comunicații. Dat fiind că datorită înaintării trupelor bolșevice era de așteptat ca atacurile acestora în zona Nistrului să se întețească, fără a fi exclusă și o acțiune de forță peste fluviu, ca urmare a unei înțelegeri între Marele Cartier General român și Comandamentul francez, teritoriul basarabean aflat la sud de linia Dubăsari – Chișinău – Huși a intrat pe 25 martie/6 aprilie 1919, din punct de vedere operativ, în subordinea generalului francez d'Anselme. Pe măsură ce trupele franceze urmau să ocupe pe Nistru sectoarele atribuite de către comandamentul aliat, trupele și serviciile române aflate la sud de linia precizată urmau să se deplaseze treptat spre nord.
La 17 aprilie 1919, trupele sovietice pornite în urmărirea armatei conduse de generalul francez d'Anselme au ocupat Tiraspolul. În aceeași zi trupele române s-au retras la Tighina și au aruncat în aer podul de peste Nistru dintre Tighina și Parcani. Începând cu 26 aprilie 1919 întreaga responsabilitate a apărării liniei Nistrului a revenit diviziilor de infanterie, dispunându-se înlocuirea grănicerilor cu trupe operative. Această înlocuire a fost realizată între 10 și 15 mai 1919.
Ulterior retragerii, apărarea frontierei nistrene între Hotin și Tighina a fost încredințată Diviziei 1 Cavalerie, precum și diviziilor 9 și 10 Infanterie din Corpul V Armată  (ultima fiind înlocuită ulterior de Divizia 4 Infanterie). Considerându-se că Regatul României nu avea efective militare suficiente pentru a închide cordonul de protecție aflat în curs de constituire în jurul statului sovietic, au fost trimise două divizii aliate pentru a acorda sprijin. La sud de Tighina până la mare, apărarea a fost preluată astfel de diviziile coloniale franceze 16 și 30. Linia de separare dintre sectoare trecea prin localitățile Telița și Pogănești. Trupele franceze erau deja obosite încă de la începutul expediției în sudul Rusiei, al cărui rost nu l-au înțeles, dat fiind că teritoriul lor național fusese deja salvat. Scăpați cu viață după 4 ani de luptă pe fronturile din Europa, soldații francezi nu doreau însă să moară în stepele rusești.
Venind în ajutorul Ungariei Sovietice, Gheorghi Cicerin – comisarul poporului pentru afaceri externe, împreună cu Cristian Racovski – liderul bolșevic din Ucraina, au trimis în 1 mai 1919 un ultimatum guvernului României somându-l să evacueze Basarabia până la 3 mai. Un al doilea ultimatum l-a somat să evacueze Bucovina, în termen de două zile de la data de 2 mai. Concentrate pe Nistru, trupele Armatei Roșii au inițiat atacuri progresive. Aproape zilnic detașamente ale armatei sovietice au forțat noua frontieră, trecând râul în bărci, pentru a ataca posturile române, pentru a ucide și pentru a captura soldați pe care să-i ducă peste fluviu. În alte cazuri, detașamente întregi au ocupat satele până ce trupele române i-au aruncat înapoi. Încă de la primul contact cu soldații bolșevici, care traversaseră ilegal Nistrul cu misiuni de luptă împotriva grănicerilor români, trupele aliate au refuzat să riposteze sau au avut o reacție slabă.
Evoluția situației militare din Europa în mai 1919 ca urmare a agravării problemei ungare impunea comandamentului aliat redislocarea forțelor franceze și grecești din Basarabia, lucru dificil ținând cont de faptul că Marele Cartier General Român nu avea cu ce înlocui aceste trupe mai devreme de o lună. Evaluarea acestei acțiuni, făcută la 26 mai 1919 de Marele Cartier General Român împreună cu reprezentanții aliați, nu au conturat însă posibilități mulțumitoare de a realiza acest obiectiv, pentru nici una dintre părți.

### Situația pe plan intern

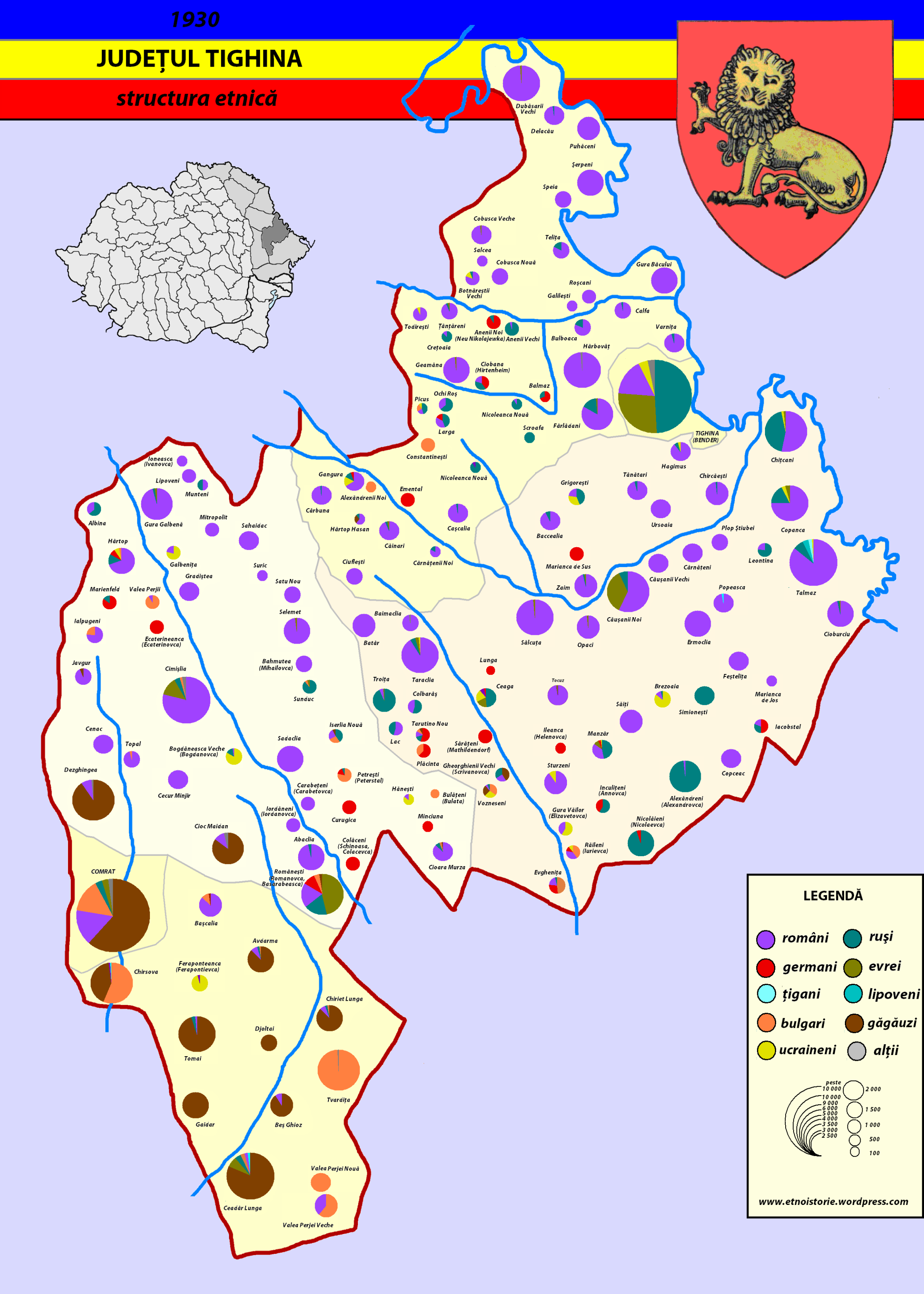
Harta etnică județului Tighina în 1930.

Populația orașului Tighina la recensământul din 1897, când localitatea aparținea guberniei Basarabia, avea doar 7,3% locuitori de origine moldovenească, aceștia fiind depășiți numeric de către populația clasificată de către autorități, ca fiind de limbă rusă. Situația consemnată în 1918 arăta astfel: dintr-un total de 31.797 de locuitori 17.124 erau ruși, 10.632 evrei, 2.338 români, 306 germani, 112 bulgari și 4 turci. În primele luni ale anului 1919 situația economică a devenit gravă și nemulțumirea populației civile era generală. În plus, odată cu retragerea corpului expediționar Aliat în sudul Basarabiei, pe lângă trupele aliate – din care o parte pierduseră disciplina, zona fusese invadată de către convoaie de refugiați civili cuprinși de panică, din sudul Rusiei.
Pe plan intern, în fosta gubernie prin intermediul organizațiilor comuniste și a agenților provocatori infiltrați, sovieticii au urmărit să provoace revolte ale basarabenilor împotriva guvernului român, pentru a-și promova poziția și a-și oferi o bază rațională pentru o eventuală intervenție a Armatei Roșii. Cu cât mai dramatice ar fi fost aceste revolte, cu atât mai mult țările vestice ar fi putut pune în discuție caracterul românesc al Basarabiei și ar fi putut susține o eventuală intervenție sovietică.
Orașul Tighina era o zonă cu populație preponderent minoritară, iar minoritarii basarabeni - ruși, ucraineni, evrei, bulgari etc. - aveau sentimente rusofile destul de accentuate. Influența propagandei comuniste în Basarabia în acest context se datora nu atât activității organizațiilor locale ale partidului comunist, cât mai ales posibilității eventualei reveniri a administrației ruse în fostul teritoriu imperial.

## Preludiu
La 22 aprilie 1919 un congres bolșevic secret desfășurat la Chișinău a decis trimiterea unei delegații la Kiev, cu scopul de a obține finanțare pentru armament. În cursul aceluiași congres, a fost elaborat un manifest în care a fost anunțat sfârșitul dominației române în Basarabia, iar muncitorii și țăranii au fost chemați la luptă împotriva autorităților (acest manifest a fost distribuit ulterior în întreaga provincie). Revolta ar fi trebuit să înceapă în luna mai 1919, astfel că în Ucraina au fost formate câteva regimente basarabene, iar foștii soldați și ofițeri au fost mobilizați de-a lungul frontierei. Comandamentul central al acestora se afla la Tiraspol, lângă Tighina. Au avut loc multe dezertări și au survenit pe parcurs și alte dificultăți, iar comitetul bolșevic din Chișinău a hotărât să ceară comitetului militar din Odesa o amânare pentru luna iulie 1919. Dat fiind că în luna iulie ar fi urmat să aibă loc ofensiva declanșată de armata lui Béla Kun peste Tisa spre vestul României în cadrul Războiului româno-ungar, amânarea a fost acordată.[A] A existat o legătură evidentă între acțiunile de la Tighina și pregătirile legate de restabilirea puterii sovietice în Basarabia, care au fost însă contramandate în ultima clipă.
Dependența de calea ferată a unei eventuale invazii sovietice peste Nistru impunea concentrarea trupelor în centre mai apropiate de fluviu, iar față în față cu trecerea de cale ferată de la Tighina se afla Rozdilna. Eventuala ocupare a Tighinei ar fi avut un rezultat însemnat, deschizând calea spre ocuparea Chișinăului și spre înaintarea către Iași și către Galați. Cu toate acestea, conform proiectului de ordin operațional pregătit în luna aprilie 1919 pentru Armata a 3-a sovietică din Ucraina, înaintarea la Tighina (alături de alte operațiuni similare la Criuleni, Grigoriopol, Cioburciu și Cetatea Albă) ar fi urmat să fie doar o mișcare demonstrativă, care să acopere locul real de traversare al Nistrului cu unitățile principale la Dubăsari, și să creeze un cap de pod util pentru mai târziu. Nu a fost așadar o coincidență faptul că această a doua acțiune similară celei de la Hotin urma să aibă loc tot într-un oraș aflat pe Nistru, deoarece potențialul sprijin venit de peste fluviu era mult mai ușor de asigurat.
La începutul lunii mai, armata română a trebuit să recurgă din nou la artilerie pentru a respinge alte incursiuni ale bandelor de peste Nistru la Atachi (astăzi Otaci) și Călărașeuca. Deși acțiunile de respingere au avut succes, aparatul român de securitate a rămas în alertă maximă, așteptându-se la noi acțiuni din partea formațiunilor bolșevice constituite pe stânga Nistrului.
Conform informațiilor existente, contingentul francez aflat la Tighina era impregnat de idei bolșevice. Sperând că trupele franceze din oraș vor fraterniza cu atacatorii sovietici astfel încât aceștia din urmă, ajutați de populația locală (pregătită dinainte prin intermediu agenților infiltrați) să poată ocupa Tighina, comandanții ruși au decis un atac în acest loc. Atacul, care ar fi urmat să fie dat împotriva poziției fortificate a trupelor franceze din oraș, urmărea eliberarea unor soldați încarcerați ca urmare a acuzațiilor că ar avea simpatii bolșevice.

## Desfășurare

### Incursiunea

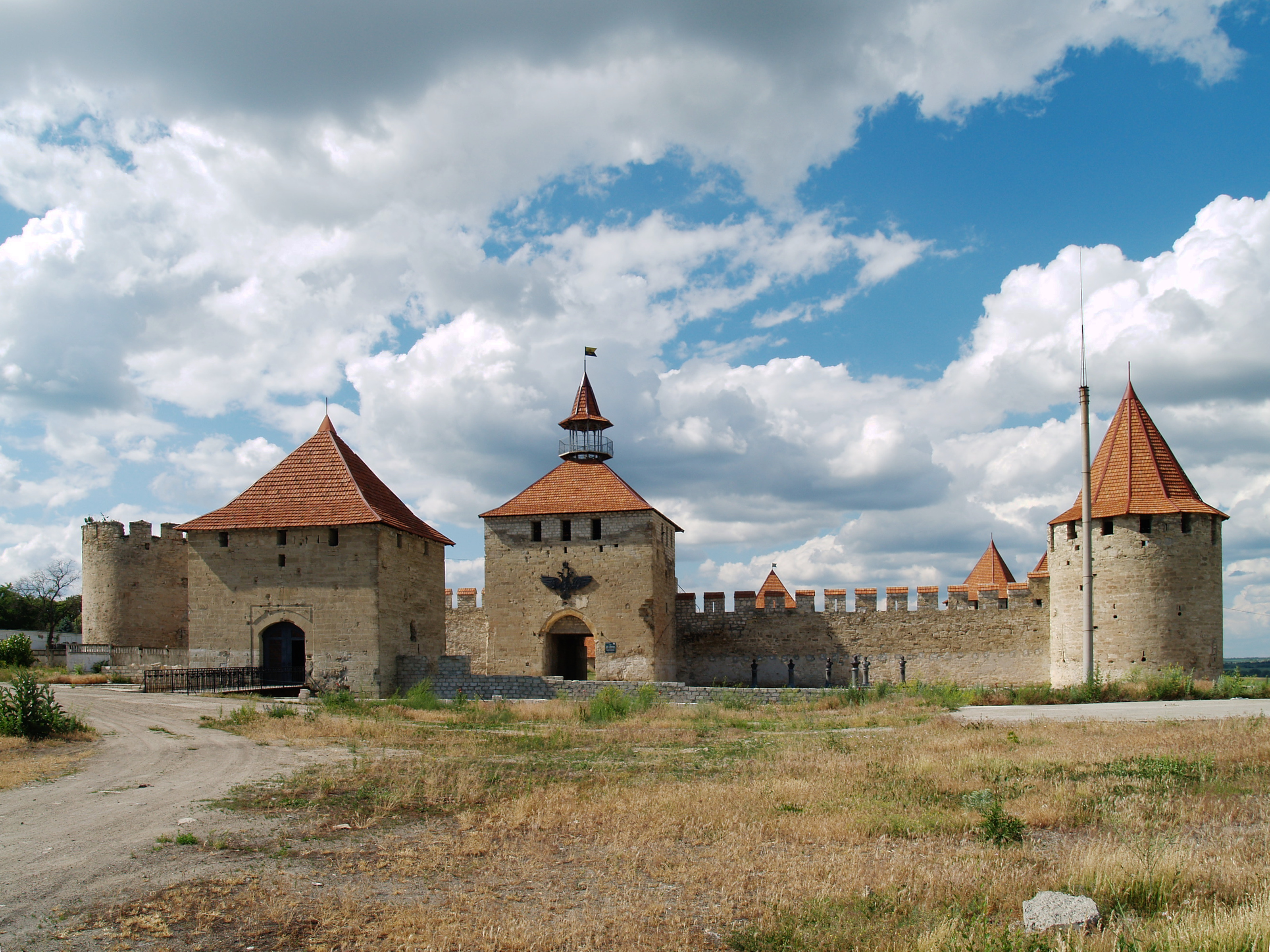
Cetatea Tighinei, de unde au ieșit tiraliorii algerieni.

În pofida pregătirilor atente preconizate de instituțiile comuniste centrale basarabene, incursiunea asupra Tighinei a fost declanșată prematur. În timpul nopții de 26 spre 27 mai 1919 artileria sovietică a început să bombardeze orașul. La 3,30 dimineața, acționând prin surprindere și profitând de neglijența francezilor, formațiuni bolșevice mari constituite din câteva sute de soldați sovietici (doar 150 de soldați după Jonathan D. Smele)[B] aparținând Brigăzii a 3-a a Diviziei a V-a din Armata a 3-a Ucraineană și dotate cu mitraliere au trecut fluviul cu bărcile și au năvălit în localitate. De asemenea, au fost aruncate în localitate în aceeași zi, dintr-un avion venit de peste Nistru, manifeste tipărite în limba franceză, prin care soldații francezi erau îndemnați să fraternizeze cu soldații Revoluției Ruse.

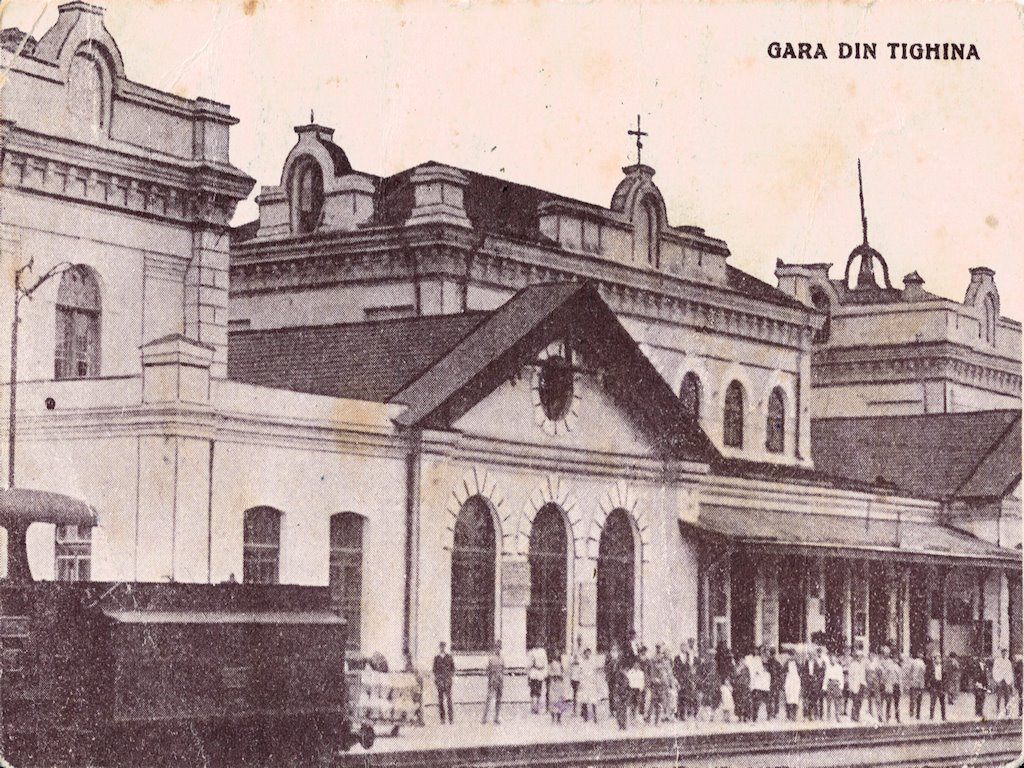
Gara Tighina

Sprijiniți de câțiva membri ai organizației comuniste locale clandestine, invadatorii au capturat stația de cale ferată, poșta și telegraful. Aceștia au atacat, de asemenea, militarii români aflați pe străzi, precum și un post român de mitralieră, înaintând câțiva kilometri în interiorul orașului. În același timp, o bună parte din muncitorii feroviari locali – informați din timp de viitorul atac, și-au abandonat lucrul, cauzând dificultăți traficului feroviar. Niciunul din cei cinci lideri locali ai revoltei nu avea naționalitate română, iar doi din cei cinci erau lideri comuniști binecunoscuți și cu greutate, anume Pavel Dobrodeev – unul dintre fondatorii Republicii Autonome Moldovenești și Grigori Ivanovici Borisov – conducător al organizației comuniste din Tighina, delegat la cel de-al Doilea Congres al RUMCEROD-ului, membru al Guvernului provizoriu al al Basarabiei și ulterior primul președinte al Sovietului moldovenesc al Comisarilor Poporului.

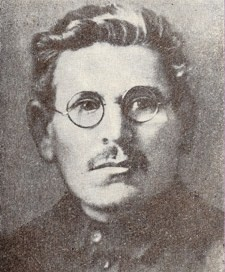
Grigori Ivanovici Borisov, unul dintre liderii principali ai acțiunii din Tighina.

Reacția franceză a fost destul de slabă, dar după surpriza inițială Armata Română a reacționat cu rapiditate. Astfel, spre seară au sosit în oraș trupe române suplimentare având efectivul unui regiment. Atacul rus a fost oprit și a doua zi, la ora 7 dimineața, o forță de dimensiunea unui batalion și jumătate de tiraliori algerieni a ieșit din Cetatea Tighinei și i-a respins pe invadatori peste Nistru.[C]

### Epilogul
O parte dintre soldații sovietici (majoritatea, după Constantin Kirițescu) au murit împușcați sau înecați, iar trupele atacatoare au abandonat prizonieri în mâinile românilor. O parte dintre cei capturați au fost executați (cel puțin 150, conform lui Jonathan D. Smele). Un număr de 60 de soldați din trupele franceze au pactizat cu trupele bolșevice, lăsându-le să treacă fluviul și apoi retrăgându-se împreună cu acestea. Contraofensiva a fost continuată cu represalii, reprezentate de un scurt bombardament al artileriei române asupra Tiraspolului. La începutul lunii iunie un nou bombardament de artilerie – de această dată al francezilor – a provocat pagube semnificative gării din Tiraspol.
Documentele disponibile conduc la ideea că participarea populației locale a fost minimă, iar aceasta face ca cele întâmplate în localitate să fie un raid și nu o insurecție.
Lupta a continuat pe frontul activității de contrainformații. În ianuarie 1920 a fost identificat la Cernăuți numitul Nuhim Vaișeim zis și Vinogradov, unul dintre cei mai activi participanți bolșevici la acțiune și în același timp membru al comitetului bolșevic de la Tiraspol.

## Efecte
Revolta din Tighina a fost slabă, izolată, prost pregătită și prost condusă, fiind zdrobită imediat de către Armata Română. Acțiunea, care ar fi putut aduce un cap de pod util pentru Armata Roșie, s-a transformat într-o victorie ușoară pentru forțele române și franceze. Forțele armate române – întărite în mod corespunzător – au reacționat eficient, iar incursiunea sovietică a fost ineficientă din punct de vedere militar și nu a reușit să atingă nici un obiectiv militar semnificativ. De asemenea, ca și incursiunea de la Hotin din ianuarie 1919, cea de la Tighina nu a avut efecte pe termen lung.
Datorită pierderilor umane și materiale rezultate, astfel de acțiuni precum cele de la Hotin și Tatarbunar au avut însă efecte psihologice devastatoare asupra populației civile.
În plus, deoarece devenise evident că paza graniței pe Nistru trebuia încredințată unor trupe de încredere, s-a dispus retragerea și repatrierea trupelor aliate rămase.

## Controverse și neclarități
Este discutabil dacă guvernul sovietic central a stimulat sau nu tulburările din oraș într-un efort disperat de a salva planurile sovietice de restabilire a influenței sale în Basarabia, cu toate că alături de rebeliunile de la Hotin și Tatarbunar, incursiunea de la Tighina s-a încadrat obiectivului sovietic de a menține în rândul populației o stare de efervescență și de tensiune permanentă, de a semăna incertitudinea și neîncrederea în eforturile noii administrații, de a sugera rezerve față de soliditatea noului regim și față de perspectivele consolidării acestuia. Cel mai probabil, guvernanții ruși nu au fost pur și simplu capabili să-i informeze pe cei care trecuseră deja Nistrul de anularea atacului pe scală mare, planificat în legătură cu ultimatumul din 1 mai 1919. Astfel, în contextul situației militare în curs de deteriorare de pe fronturile interne ale războiului civil, directiva din 26 mai a autorităților centrale de a se trece la defensivă pe fronturile externe a fost comunicată trupelor de-abia pe 28 mai, de către V. A. Antonov, comandantul Frontului Ucrainean.
De asemenea, unele date actuale sugerează implicarea în acțiunea de la Tighina și a unor ofițeri ai Mișcării Albe, din cadrul „Comitetului Militar de Salvare a Basarabiei”.

## Perspective istoriografice
În ceea ce privește evenimentele de la Tighina, opiniile exprimate au prezentat diferențe semnificative, ele fiind încadrate diferit.

### Acțiune militară externă sovietică cu complicitate locală
Ele sunt percepute în textele istorice și militare de limbă română și în unele lucrări similare occidentale drept un atac sau o incursiune în care au fost implicate structuri militare externe ruse ori bande și structuri de informații ale Rusiei bolșevice, care au beneficiat de complicitatea unor localnici.

### Acțiune militară externă sovietică asociată unei revolte sau rebeliuni locale
Unii istorici occidentali sau români scot în evidență caracterul asociat de rebeliune armată, iar alții occidentali, ca și unii de limba română, etichetează evenimentele ca revoltă. Viziunea unei acțiuni militare externe sovietice asociată unei revolte este întâlnită și în literatura rusă actuală sau în cea occidentală.

### Răscoală declanșată de unități militare externe, încadrate cu elemente locale

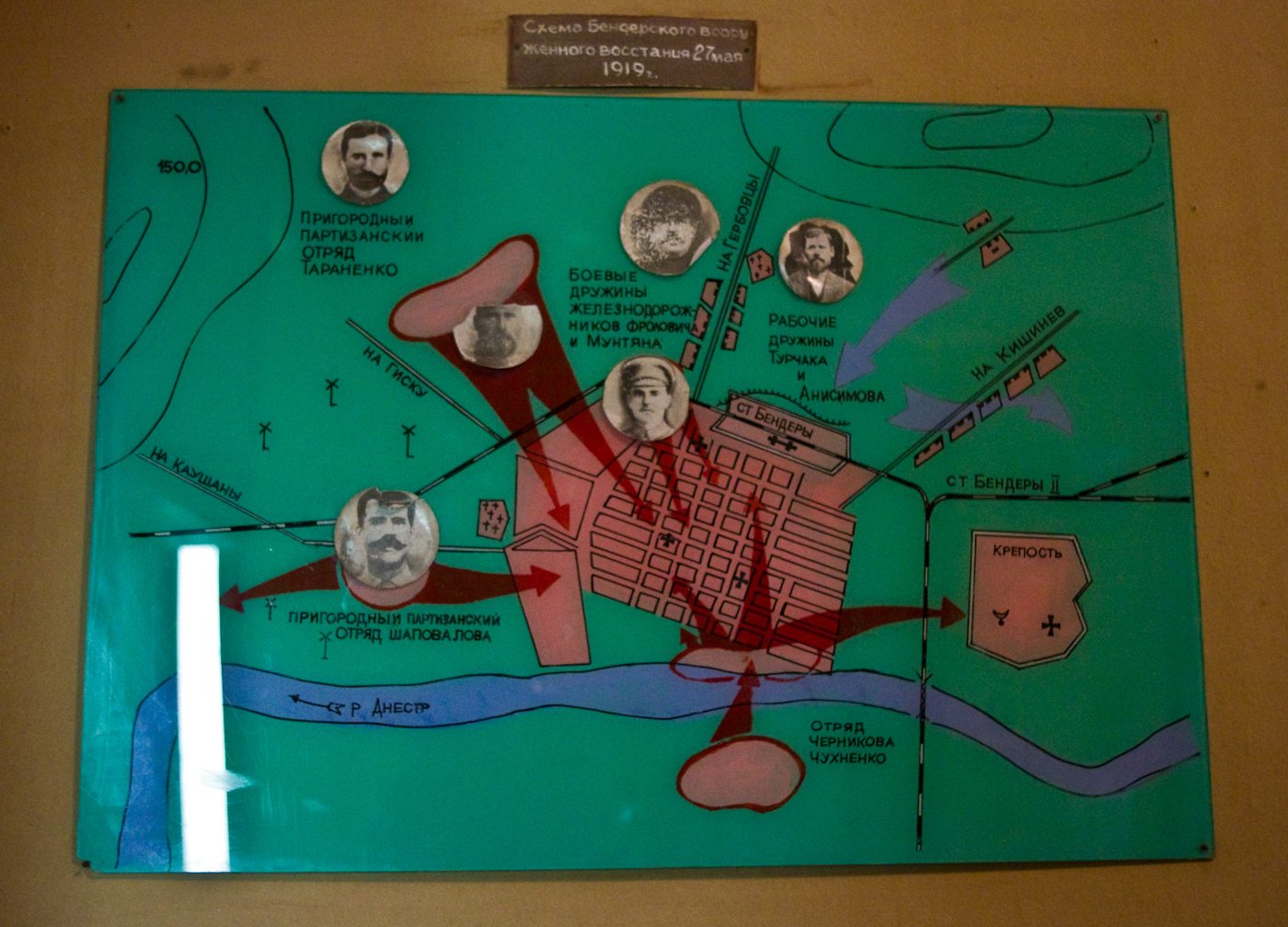
Planșă de la un muzeu local, ilustrând punctul de vedere sovietic asupra incursiunii

În istoriografia sovietică acțiunea de la Tighina din mai 1919 este prezentată drept „răscoală”, fiind o „pagină glorioasă de luptă eroică a Basarabiei muncitoare”. Aceasta a servit, la conturarea ideii existenței unui front intern bine organizat care a ținut piept „regimului de ocupație” român, considerat ilegal. Denaturarea faptelor a servit astfel la generarea unor „argumente incontestabile” care să justifice un astfel de regim. Multă vreme, propagandiștii și istoricii sovietici nu au caracterizat incursiunea drept o revoltă reală. Istoriografia din perioada interbelică a ignorat-o complet și de abia în 1969, la a 50-a aniversare, a fost sărbătorită această „pagină strălucitoare din istorie”. A fost recunoscută declanșarea revoltei muncitorilor din Tighina de către un atac venit din stânga Nistrului, dar pentru a fi salvat caracterul spontan și indigen al acesteia, atacul soldaților Armatei Roșii (a căror număr ar fi fost de 150) a fost descris ca venind din partea unei unități independente formată în mare parte din partizani basarabeni.
Manualele au prezentat într-un mod similar tabloul revoltei, care ar fi fost declanșată de mici unități ale Armatei Roșii care au trecut Nistrul, fără știrea comandamentului. Așteptând eliberarea iminentă de către sovietici a fostei gubernii, bolșevicii din Tighina – fără să cunoască faptul că aceasta a fost amânată – au organizat o insurecție, care a durat doar câteva zile, din cauza lipsei de pregătire și a personalului insuficient.
Ediția din 1964 a istoriei Partidului Comunist din Moldova sovietică a consemnat faptul total nefondat, precum că revolta a exercitat o influență majoră asupra continuării luptei de eliberare, iar ediția din 1968 a consemnat faptul că bolșevicii de pe plan local nu au putut judeca în mod corect situația militară. Deși această afirmație era mai convingătoare, ea a fost în același timp mai degrabă nedreaptă, deoarece doi din cei cinci lideri nemoldoveni ai acțiunii au fost importante figuri bolșevice.
Viziunea unei răscoale este întâlnită și în literatura occidentală sau în cea de limbă rusă actuală, chiar dacă - eventual - a uneia de scurtă durată (Jacquerie) sau a uneia asociată unei intervenții miltare externe sovietice.

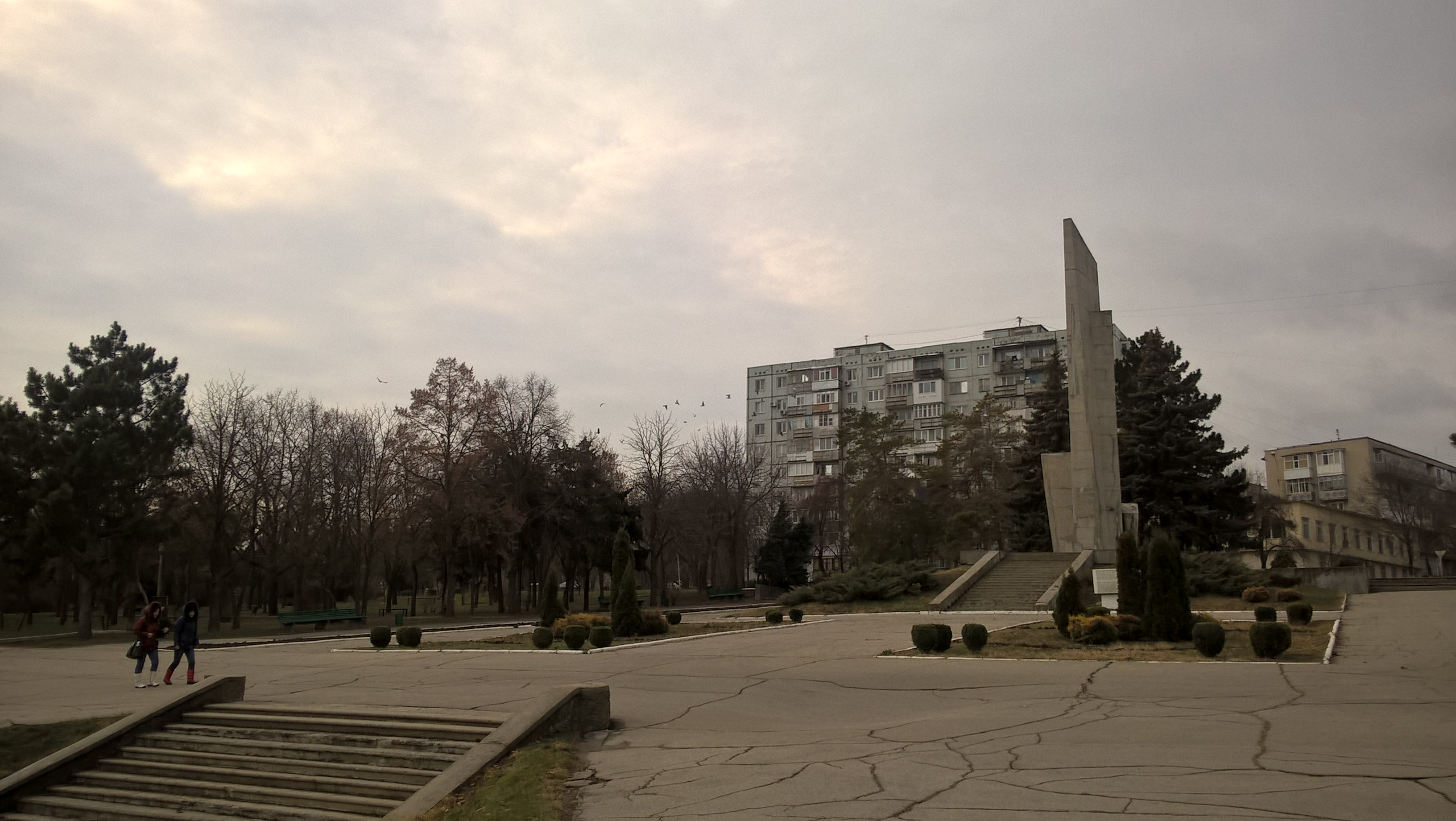
Monumentul dedicat acelor evenimente la Tighina

Un monument dedicat acelorași evenimente din 27-28 mai 1919 a fost inaugurat la data de 27 mai 1969, cu ocazia aniversării a 50 de ani de la începutul rebeliunii. Monumentul este situat în Parcul „Octombrie” de pe malul Nistrului, pe locul unde au debarcat soldații sovietici. El are o înălțime de 18 m, iar pe fețele sale sunt reprezentate sub forma unui mozaic din granit scene stilizate de luptă. Pe platoul din fața monumentului este amplasat un bloc de marmură care are gravat cu caractere chirilice următorul text în limbile rusă și română:

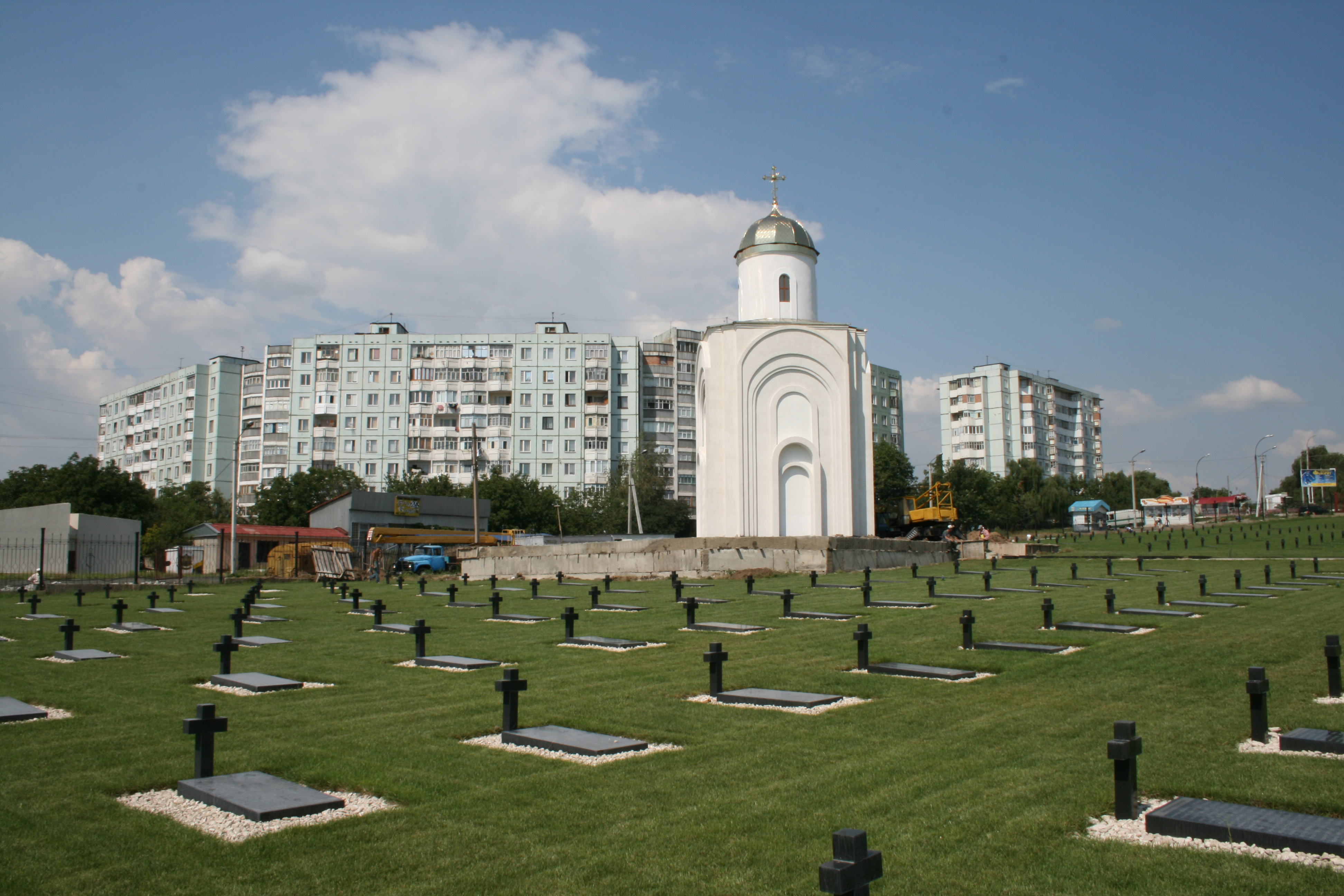
Cimitirul militar din Tighina

„Acest monument a fost înălțat în cinstea celei de-a 50 aniversări a răscoalei înarmate din Bender (27 mai 1919) - eveniment luminos în istoria luptei oamenilor muncii din Basarabia împotriva ocupației ținutului de către România regală, pentru realipirea la patria sovietică.”

### Perspectiva actuală în Republica Moldovenească Nistreană
Aceste evenimentele sunt un motiv de mândrie pentru conducătorii ilegitimi ai Republicii Moldovenești Nistrene, care le prezintă ca pe un protest al localnicilor împotriva agresorilor români. Suplimentar, în complexul istoric memorial din cimitirul militar din Tighina a fost amplasată o placă comemorativă, în amintirea soldaților francezi care au luptat de partea bolșevicilor în timpul incursiunii din 27-28 mai 1919.
O stradă din Tighina poartă numele de Răscoala din Bender.